# State University of New York

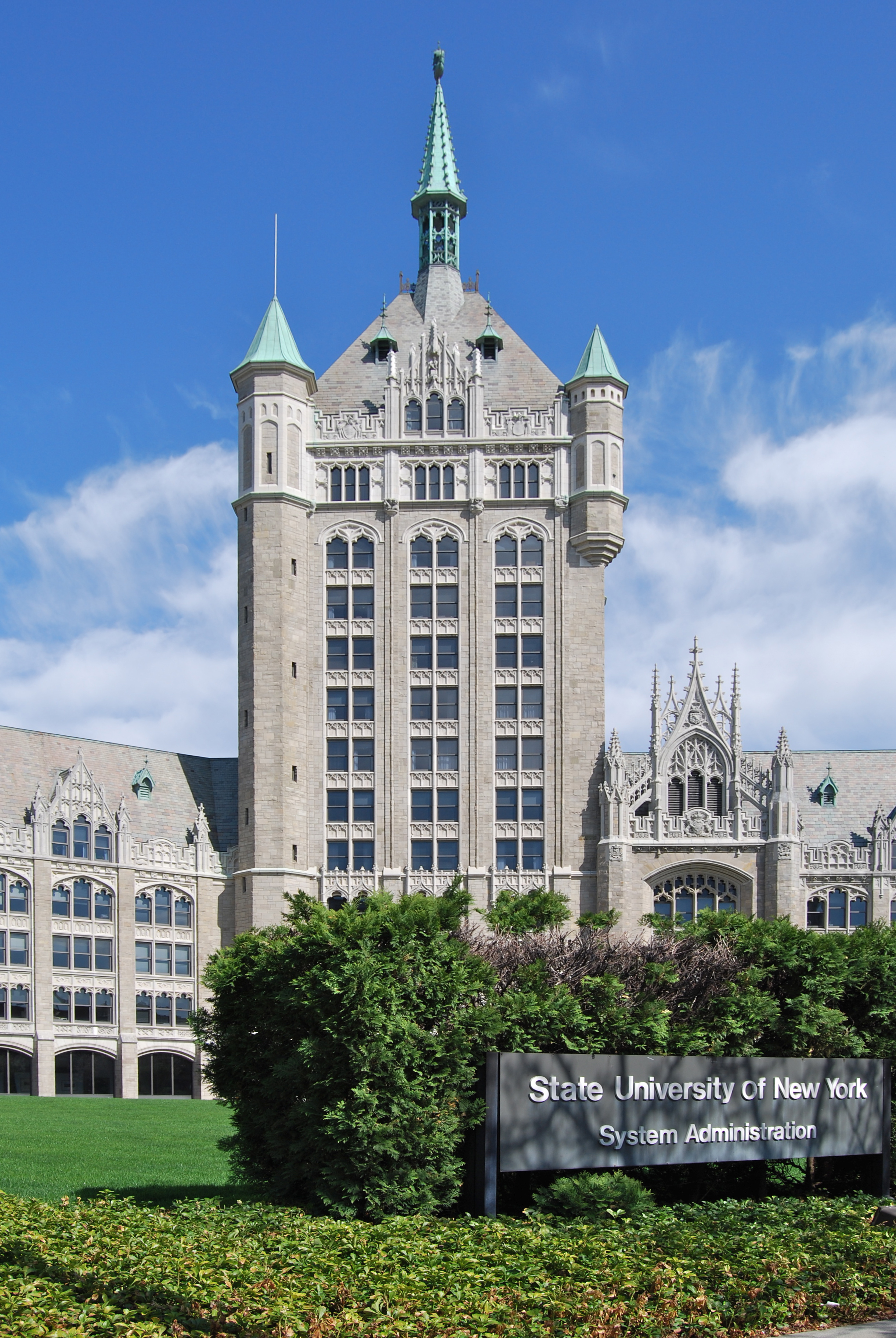
Administratieve hoofdzetel van het SUNY-netwerk

De State University of New York (SUNY) is een systeem van openbare instellingen voor hoger onderwijs in de Amerikaanse staat New York. Het is het grootste allesomvattende systeem van universiteiten, hogescholen en community colleges in de Verenigde Staten, met een totaal van zo'n 465.000 (voltijd)studenten en 1,1 miljoen deelnemers aan programma's in het volwassenenonderwijs. In totaal werken er ongeveer 88.000 onderwijsmedewerkers aan SUNY. De universiteit heeft 64 campussen verspreid over de deelstaat en biedt grofweg 7660 programma's aan die tot een diploma of certificaat leiden. SUNY en haar campussen zijn lid van de American Association of State Colleges and Universities.
SUNY telt vier "universiteitscentra": Albany, Binghamton, Buffalo en Stony Brook. Het zijn vier openbare onderzoeksuniversiteiten met een hoge internationale reputatie.
De universiteit werd in 1948 gesticht door de New Yorkse gouverneur Thomas Dewey op advies van een tijdelijke commissie die de nood aan een openbare universiteit benadrukte. Het SUNY-systeem werd sterk uitgebreid toen Nelson Rockefeller gouverneur was van de staat (1959-1973).